# Bahnhof Essen-Steele Süd
Der Bahnhof Essen-Steele Süd (bis 1893 Steele-Rheinisch, 1893 bis 1950 Steele Süd) war ein Bahnhof im Essener Stadtteil Steele, der zwischen 1879 und 1965 für den Personenverkehr, und bis 1979 für den Güterverkehr in Betrieb war.

## Geschichte
Seit 1878 wurde der Bahnverkehr von der Rheinischen Eisenbahn-Gesellschaft zwischen dem Bahnhof Mülheim-Heißen und Steele-Rheinisch, ab 1893 Steele Süd, betrieben. Am 30. Mai 1879 wurde der Bahnhof in Betrieb genommen. Er lag am rechten Ruhrufer der damals selbständigen Stadt Steele an dem zu dieser Zeit eröffneten Teilstück der Bahnstrecke Mülheim-Heißen–Altendorf (Ruhr), die durch die Rheinische Eisenbahn-Gesellschaft errichtet wurde. Der Personenverkehr am Bahnhof Steele Süd wurde am 1. Juli 1879 aufgenommen, der Güterverkehr bereits zwei Wochen zuvor. Dieser war in Steele unter anderem für die Glashütte Wisthoff, das Sauerstoffwerk Spillenburg und den bereits 1856 errichteten der Berg- und Hütten-Aktien-Verein Neu-Schottland wichtig, der auch in großem Maße Schienen produzierte.

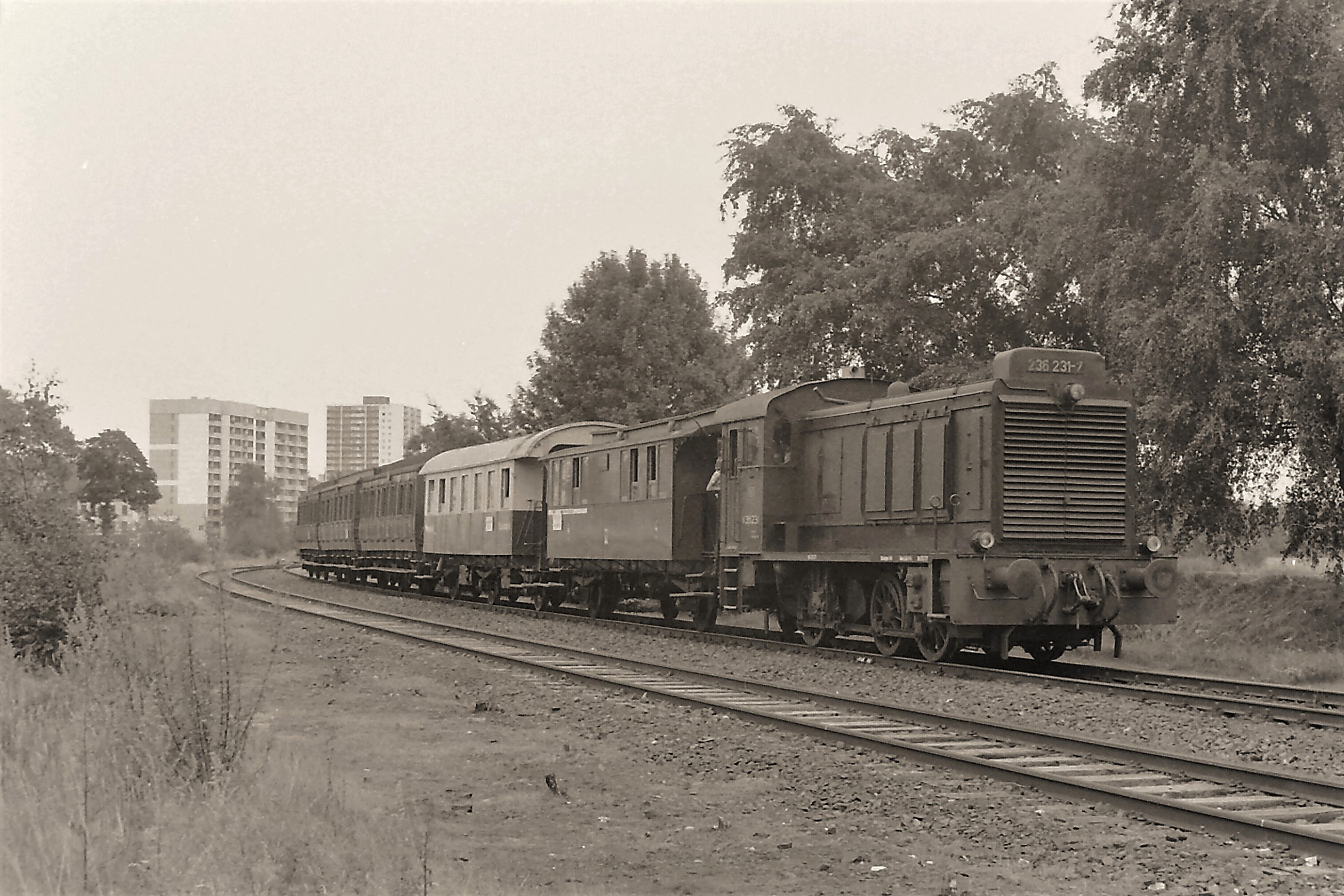
Museumszug der DGEG aus dem Eisenbahnmuseum Bochum bei Ausfahrt Richtung Rüttenscheid, 1978

Nach 1912 wurde für den Personenverkehr ein Empfangsgebäude  errichtet. Westlich, am Bahnübergang über die Langenberger Straße über die Kurt-Schumacher-Brücke, stand ein Stellwerk . Für das Jahr 1926 wird der Verkauf von knapp 130.000 Fahrkarten angegeben, darunter viele für Schüler, die zwischen Dahlhausen, Altendorf (Ruhr) und Steele Süd pendelten. Über 70.000 Tonnen Güter, darunter Steinkohle, Eisen und auch Kartoffeln, wurden in Steele Süd in diesem Jahr umgeschlagen.
Nachdem im Zweiten Weltkrieg, am 2. April 1945, die Eisenbahnbrücke über die Ruhr  zwischen Steele und Altendorf (Ruhr) von deutschen Soldaten gesprengt und später nicht wieder aufgebaut worden war, war der Bahnhof Essen-Steele Süd anstelle des Bahnhofs Altendorf (Ruhr) für den Personenverkehr zum Endbahnhof geworden. Güterverkehr gab es noch bis zur Glashütte Wisthoff.
Am 14. Mai 1950 fand die Umbenennung des Bahnhofes von Steele Süd in Essen-Steele Süd statt, nachdem Steele bereits 1929 zur Stadt Essen eingemeindet worden war. Gegenüber, westlich des Bahnüberganges, endeten mehrere Gleise aus westlicher Richtung kommend an einem Gebäude zur Güterabfertigung .
Am 30. Mai 1965 wurde der Personenverkehr auf der verbliebenen Strecke von Essen-Steele Süd über Rüttenscheid nach Heißen eingestellt. Ein Museumszug verkehrt noch von 1970 bis 1978. Das Gebäude der Güterabfertigung fiel im Herbst 1976 einem Brand zum Opfer. Nachdem 1973 die Deutsche Bundesbahn bekannt gab, die Bahnstrecke von Rellinghausen nach Essen-Steele Süd aufzugeben, setzte man 1979 auch den Güterverkehr aus, so dass dieser ab Heißen nur noch bis Rellinghausen fuhr. Die Stadt Essen kaufte 1980 das Bahnhofsgelände des ehemaligen Bahnhofes Essen-Steele Süd. Seine Gleise sind nach 1981 entfernt worden.

## Heutige Situation

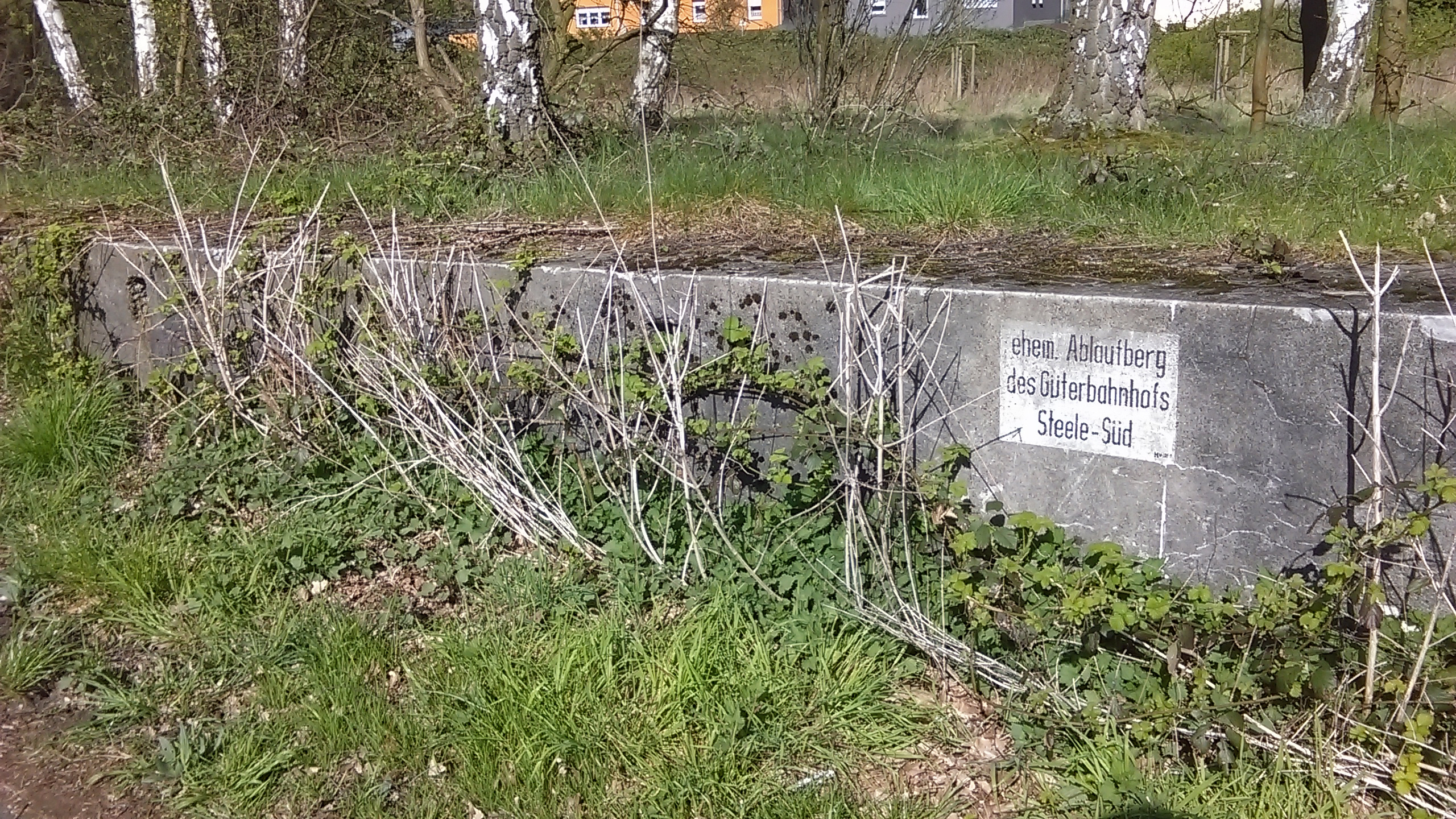
Rest des Ablaufberges des Güterbahnhofes

Von einstigen Dienstgebäuden und Bahnanlagen ist nichts erhalten. Lediglich der Rest des Ablaufberges des Güterbahnhofes ist am heutigen RuhrtalRadweg gekennzeichnet. Die Trasse in Bahnhofsnähe ist in den 1980er Jahren in einen Rad- und Fußweg umgestaltet worden. In der Umgebung entstanden Grünanlagen.